# بيشوبس كواي (كورنوال)
بيشوبس كواي (بالإنجليزية: Bishop's Quay)‏ هي قرية تقع في المملكة المتحدة في كورنوال.